# Cesine
O oásis de Le Cesine é uma zona húmida e reserva natural estadual que se estende por 380 hectares perto de Lecce, no sul da Itália. Ele tem sido reconhecido como um das zonas úmidas de importância internacional em 1977 da Ramsar  e como uma reserva natural e zona de proteção especial da ZPE (Diretiva Aves) em 1980. A gestão do oasis foi confiado a WWF Itália pelo Ministério do meio Ambiente e tem sido gerido pela WWF desde 1979.